# Древний Ужас (игра)
«Древний Ужас» (англ. «Eldritch Horror») — настольная игра по мотивам мифов Г. Ф. Лавкрафта и вдохновлённая игрой «Ужас Аркхэма». Придумана создателем настольных игр «Battlestar Galactica» и «StarCraft» Кори Коничкой (англ. Corey Konieczka). Первое издание было выпущено компанией «Fantasy Flight Games» в 2013 году.
Игроки примеряют на себя роль сыщиков, которые в 1926 году расследуют странные и жуткие происшествия по всей планете. В крупных городах открываются врата в другие миры, сквозь врата на Землю проникают злобные монстры, а магия Древних провоцирует разнообразные катаклизмы. При неудачном противодействии игроков опасностям, пробуждается один из Древних, и игроки, чтобы спасти мир и себя, должны сразиться с ним.
Цель игры: не допустить пришествия в мир Древнего зла, находя решения Загадок Древнего, закрывая врата в другие миры, уничтожая монстров, или, при неудаче, уничтожить Древнего.

## Краткий обзор игры

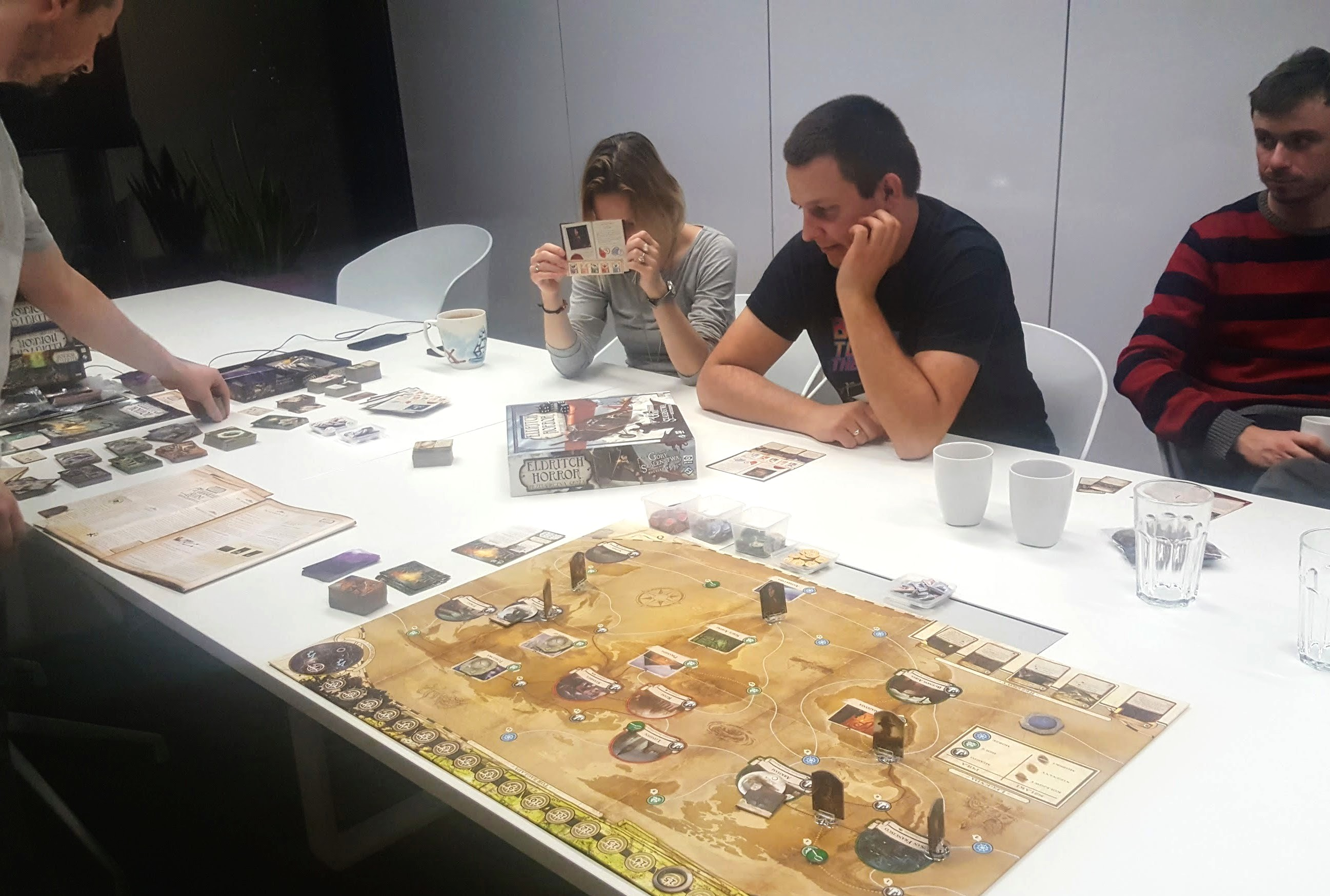
Древний ужас

Игровое поле представляет собой карту мира. Каждый игрок выбирает себе персонажа — сыщика, который изображается специальной карточкой на подставке и обладает определённым набором первоначальных характеристик, вещей, заклинаний и способностей. В течение игры в мире случайным образом (определяющимся картой «мифа», которую читают в конце хода) открываются новые врата и из них появляются и новые монстры. Сыщики передвигаются по миру по железнодорожным, морским или пешим путям, убегают или сражаются с монстрами, собирают улики, ценные предметы, попадают в различные происшествия. Также они могут попасть через врата в другие миры и, пройдя ряд проверок, попробовать закрыть эти врата. В случае неудач игроков и в ходе перемещения «Трека Знамений», на «Треке Безысходности» (англ. Doom Track) перемещается фишка. Если фишка переместится на нулевую отметку, Древний приходит в мир. Приход Древнего оставляет игрокам шанс на победу, в том случае, если они объединёнными усилиями смогут его победить (в борьбе с некоторыми Древними придётся решать и дополнительные задачи, а некоторые сразу уничтожают мир).

## История
«Древний Ужас» изначально основана на игре «Ужас Аркхема» — ролевой игре той же компании со схожими механиками, но события которой замкнуты в рамках города Архкем (а так же его окрестностей и иных миров в дополнениях). Игра была опубликована в 2013 году и тогда же была номинирована премией Golden Geek Award сразу в двух номинациях: «Лучшая тематическая настольная игра» и «Лучшее оформление».

## Игровой процесс
Каждый игрок может выбрать (случайно или преднамеренно) в качестве своего персонажа одного из 12 сыщиков, в чьих карточках описана краткая история, дан набор характеристик и уникальных способностей. У каждого персонажа есть своё максимальное значение душевного и физического здоровья (показатели Sanity и Stamina). Также у каждого персонажа своя история, написанная на обороте карточки, свои уникальные действия (умения, применяемые в ходе игры) и свой набор значений из пяти навыков: знания, общение, внимание, сила, воля (англ. lore, influence, observation, strength, will), которые могут меняться в течение игры.

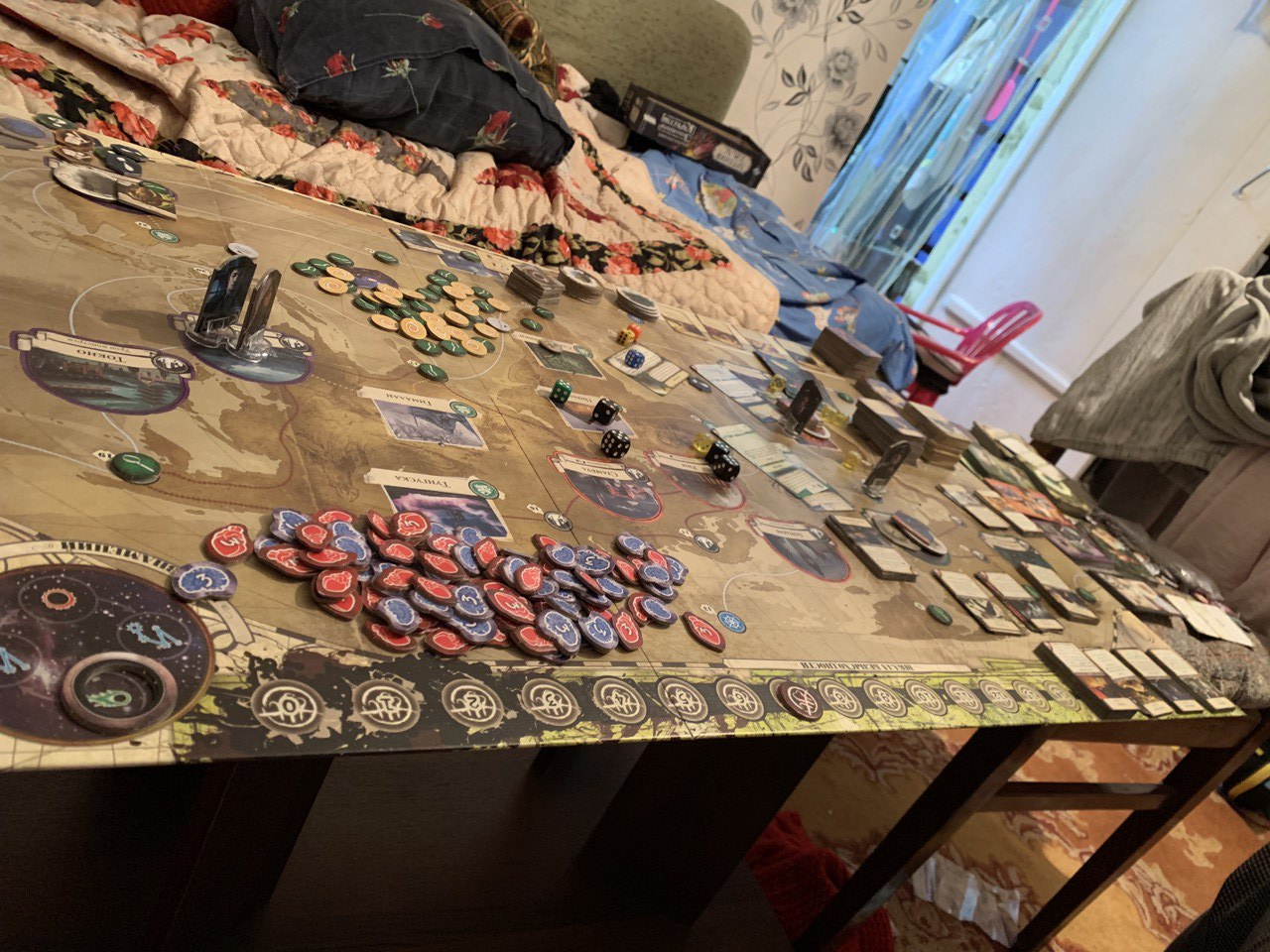
Игровой процесс в самом разгаре

Каждый персонаж начинает игру с указанными в его карточке предметами и в определённой точке земного шара.
В начале игры выбирается (случайно или исходя из предпочтений игроков) тот Древний, чьё появление будет угрожать миру. Изначально в игре четыре древних божества (с выпуском дополнений их количество увеличилось). Если на карточке Древнего указаны какие-то особенности игры с ним, то они выполняются либо до, либо во время игры. От Древнего, например, зависит формирование колоды мифов, способности Культистов, состав колоды Тайн.
Механика игры основана на броске определённого количества шестигранных кубиков — D6, это количество равно значению какого-то параметра персонажа плюс модификаторы. Кубики кидаются против определённой сложности проверки. Например, если значение параметра «знание» какого-либо персонажа равно 4, а в карточке события указано, что ему надо бросить кубик на знание (−1)[2], это означает, что персонаж бросает 4-1=3 кубика, и на трёх кубиках он должен выбросить два успешных значения — пять или шесть. Большинство проверок требует только одного успешного броска, и в таком случае просто пишется «проверка на знание (−1)».
Если персонаж благословлён (посетил церковь или каким-то образом привлёк к себе внимание высших сил), то успешным броском считается тот, при котором выпало 4, 5 или 6. Если персонаж проклят, то успешным броском считается только 6. Сбросить проклятие можно благословением или удачным броском кубика, совершаемым каждый ход.
В каждый ход игроки могут двигать своих персонажей по игровому полю, сражаться, переживать какие-то события в определённых локациях (эти события будут определяться картой события для данной местности в Фазу Контактов). Ещё они могут добывать вещи, артефакты, заклинания или союзников из Резерва. Могут получить благословение, или поправить пошатнувшееся душевное и физическое здоровье потратив свои действия на отдых.
Каждый раунд игры проходит в три фазы:
- Фаза Действий, в которой игроки перемещаются по игровому полю, покупают необходимые предметы, союзников и различные услуги, а также билеты на корабли и поезда, для более быстрого передвижения по миру.
- Фаза Контактов — в эту фазу игроки вступают в один из трёх контактов: в боевой, локационный и контакт с жетоном. Чаще всего на определённый тип контакта тянется карта, на который описаны события, положительные или отрицательные.
- Фаза Мифа — в которую ведущий игрок тянет карту Мифа и разыгрывает эффекты этой карты в указанном порядке. Каждый из эффектов по-своему влияет на вашу партию.

Для того, чтобы победить, группе исследователей необходимо разгадать три загадки, которые уникальны для каждого Древнего. Но, если жетон безысходности достиг нуля, Древнее Зло просыпается и сыщикам приходится сразиться с ним в открытом противостоянии. Если же игроки не смогли победить, то мир покрывается тьмой и всё человечество проигрывает.

## Комплектация игры
Базовый набор игры «Древний Ужас» включает в себя:
1 игровое поле
1 справочник
1 книга правил
12 листов исследователей
4 листа Древних
51 карта мифа
36 карт встреч в локациях
32 карты исследовательских встреч
24 карты встреч в Иных мирах
18 карт экспедиционных встреч
16 карт тайн
12 карт особых встреч
40 карт активов
36 карт состояний
20 карт заклинаний
14 карт артефактов
4 карты-памятки
78 жетонов здоровья и рассудка
43 жетона монстров
36 жетонов улик
30 жетонов улучшения
20 жетонов билетов
20 жетонов Древних
9 жетонов врат
4 жетона слухов
1 жетон текущей экспедиции
1 жетон обреченности
1 жетон предвестия
1 жетон главного исследователя
1 жетон тайны
4 кубика
12 фишек исследователей с пластиковыми подставками

## Дополнения
К игре вышло 8 дополнений (4 больших и 4 малых).

### «Забытые тайны»
Древний: Йиг. 
Дата выхода: 30 апреля 2014 года. 
Первое дополнение. среди игроков в Древний ужас  носит титул "Кусок базы" так как им по сути и является. считается обязательной к покупке так как содержит оставшиеся тайны Древних и необходимое количество карт каждого типа. включая заклинания.

### «Хребты безумия»
Древние: Возрождение старцев. Итакуа. 
Дата выхода: 18 декабря 2014 года.

### «Таинственные руины»
Древний: Сигизия. 
Дата выхода: 20 июля 2015 года.

### «Под пирамидами»
Древние: Тёмный Фараон. 
Дата выхода: 10 декабря 2015 года.

### «Знамения Каркозы»
Древний: Хастур (Король в жёлтом). 
Дата выхода: 6 июня 2016 года.

### «Мир грёз»
Дата выхода: 5 января 2017 года.

### «Разрушенные города»
Дата выхода: 6 июля 2017 года.

### «Маски Ньярлатхотепа»
Дата выхода: 22 февраля 2018 года.

## Переводы на русский язык
Официальным изданием в России занимается компания «Hobby World» Архивная копия от 18 сентября 2018 на Wayback Machine.

## Миниатюры
Кроме всего прочего, компанией «Fantasy Flight Games» выпускаются миниатюры. Представлены все сыщики и монстры. Аналогичные миниатюры, только не раскрашенные, входят в комплект игры «Mansions of Madness».

## Награды
Номинант на звания «Лучшая тематическая настольная игра» и «Лучшее оформление» премии Golden Geek Award 2013.
Победитель в номинации «Лучшее оформление» премии Dice Tower Awards 2013.
Номинант на звания «Игра года», «Лучшая тематическая настольная игра», «Лучшая кооперативная настольная игра» премии Dice Tower Awards 2013.
Игра года в жанре настольных игр американского стиля за 2013 год по версии сайта "Настолкомания".